# Los astronautas (serie de televisión)
Los astronautas es una serie de televisión estadounidense de acción y aventuras que se estrenó en Nickelodeon el 13 de noviembre de 2020. La serie está protagonizada por Miya Cech, Bryce Gheisar, Keith L. Williams, Kayden Grace Swan y Ben Daon, además de la voz de Paige Howard.

## Trama
Cinco niños se suben a una nave espacial y la inteligencia artificial de la nave, Matilda, los envía al espacio. Los niños tienen que encontrar el camino de regreso a la Tierra mientras realizan una misión espacial e intentan evitar que la nave espacial se rompa.

## Personajes
- Miya Cech como Samantha "Samy" Sawyer-Wei, la comandante de la tripulación de Odyssey II y es la hija de Rebecca Sawyer y Molly Wei.
- Bryce Gheisar como Elliott Combs, hijo de Griffin Combs y sobrino de Singer Combs.
- Keith L. Williams como Martin Taylor, hijo de Niles Taylor y hermano mayor de Doria Taylor.
- Kayden Grace Swan como Doria Taylor, hija de Niles Taylor y hermana menor de Martin Taylor.
- Ben Daon como Will Rivers, el hijo de Connie Rivers.
- Paige Howard como la voz de Matilda, el programa de inteligencia artificial Odyssey II que planeó el lanzamiento espacial para niños y es la creación de Singer Combs.

## Episodios
| N.º | Título                                            | Fecha de estreno original | Estreno en Latinoamérica | Estreno en España        | Cod. de Prod. | Audiencia (millones) |
| --- | ------------------------------------------------- | ------------------------- | ------------------------ | ------------------------ | ------------- | -------------------- |
| 12 | «Cuenta regresiva / Día uno» «Countdown / "Day 1» | 13 de noviembre de 2020   | 15 de octubre de 2021    | 20 de septiembre de 2021 | 101102        | 0.54                 |
| La Odisea II es una nave espacial con la misión de capturar un objeto que podría salvar a la humanidad. Pero la nave es lanzada antes de tiempo con cinco chicos no entrenados y ningún adulto a bordo. / Cinco chicos son enviados por accidente al espacio cuando la IA que controla la nave, se lanza prematuramente. El grupo debe tomar el control de la nave y enfrentarán una terrible emergencia a bordo. - Nota: En Latinoamérica, el episodio tuvo un preestreno el 28 de mayo de 2021. |                                                   |                           |                          |                          |               |                      |
| 3 | «Día tres» «Day 3»                                | 20 de noviembre de 2020   | 22 de octubre de 2021    | 21 de septiembre de 2021 | 103           | 0.49                 |
| La tensión crece cuando Elliot desconfía de las actividades de Will en la nave. Mientras que Samy trabaja con el inventor de Matilda para averiguar si la IA intervino en el lanzamiento accidental. |                                                   |                           |                          |                          |               |                      |
| 4 | «Día 21» «Day 21»                                 | 27 de noviembre de 2020   | 29 de octubre de 2021    | 22 de septiembre de 2021 | 104           | 0.46                 |
| Después de que un juguete obstruye el inodoro dejando sólo un baño funcionando, los chicos se unen en una misión para expulsarlo. Los ánimos se encienden entre los padres cuando el inventor de Matilda idea un arriesgado plan par. |                                                   |                           |                          |                          |               |                      |
| 5 | «Día 33» «Day 33»                                 | 4 de diciembre de 2020    | 5 de noviembre de 2021   | 23 de septiembre de 2021 | 105           | 0.43                 |
| El centro de control sube un virus a la Odisea, en un intento por tomar el control, Matilda se defiende apagándolo todo. Ahora, flotando en la oscuridad, con un verdadero peligro de perder la vida, las vulnerabilidades de los chicos están aprueba. |                                                   |                           |                          |                          |               |                      |
| 6 | «Día 34» «Day 34»                                 | 11 de diciembre de 2020   | 12 de noviembre de 2021  | 24 de septiembre de 2021 | 106           | 0.32                 |
| Un pequeño hoyo en la nave, que amenaza con agotar el oxígeno, sólo puede ser reparado por el exterior, forzando a Martin a ser el primer niño en intentar una caminata espacial. |                                                   |                           |                          |                          |               |                      |
| 7 | «Día 73» «Day 73»                                 | 18 de diciembre de 2020   | 19 de noviembre de 2021  | 27 de septiembre de 2021 | 107           | 0.57                 |
| Cuando la moral de la tripulación se encuentra baja, Elliot decide hacerse cargo haciendo que el grupo trabaje en un ejercicio. Usando una cámarade alta tecnología, los chicos deciden hacer una película: una película espacial. |                                                   |                           |                          |                          |               |                      |
| 8 | «Día 76» «Day 76»                                 | 1 de enero de 2021        | 26 de noviembre de 2021  | 28 de septiembre de 2021 | 108           | 0.31                 |
| El centro de control implementa un nuevo plan de ataque: desconectar a Matilda del control aviónico, y transferirlo a tierra. En medio de esta rigurosa tarea, Samy tiene que someterse a una cirugía de emergencia sin tener personal médico. |                                                   |                           |                          |                          |               |                      |
| 9 | «Día 84» «Day 84»                                 | 8 de enero de 2021        | 3 de diciembre de 2021   | 29 de septiembre de 2021 | 109           | 0.40                 |
| Con sólo un día de entrenamiento, los chicos deben conducir con éxito una nave espacial dentro de la órbita de Venus sin calcinarse en la atmósfera del planeta, y deben tomar una importante decisión. |                                                   |                           |                          |                          |               |                      |
| 10 | «Día 85» «Day 85»                                 | 15 de enero de 2021       | 3 de diciembre de 2021   | 30 de septiembre de 2021 | 110           | 0.44                 |
| La tripulación del Odisea 2 y sus padres en el Centro de control tienen que tomar una decisión muy difícil. Los astronautas ahora son un equipo que ha superado muchas adversidades, y sienten que su opinión es importante. |                                                   |                           |                          |                          |               |                      |